# Juan Grimm
Juan Grimm (Santiago de Chile, 7 de abril de 1952) paisajista y arquitecto chileno. Ha diseñado y construido cerca de mil hectáreas de jardines, además de parques privados y públicos en Chile, Argentina, Perú y Uruguay. Su nombre es sinónimo de parques y jardines exuberantes y generosos. Su trabajo se destaca por el respeto a la naturaleza y cómo la incorpora en cada uno de sus encargos, siempre tratando de integrarse al paisaje de forma natural. 

## Biografía
Juan Grimm comenzó a estudiar arquitectura en la Pontificia Universidad Católica de Valparaíso (PUCV). Luego de tres años se trasladó a Santiago a continuar la carrera en la Pontificia Universidad Católica de Chile.   
Como uno de los paisajistas más destacados de Latinoamérica, ha diseñado y construido cerca de mil hectáreas de jardines, además de parques privados y públicos en Chile, Argentina, Perú y Uruguay, incluyendo los jardines del Templo Bahá’í de Chile.
Sus jardines han sido difundidos en numerosas revistas y libros de paisajismo y arquitectura. Entre éstos destacan monografía Juan Grimm editado por Claudia Pertuzé y publicado por (Ediciones Puro Chile, 2018), Around the World in 80 Gardens de Monty Don (BBC, 2002), En busca del paraíso. Jardines Excepcionales del Mundo (Blume, 2007); Futurescapes. Designer for Tomorrow's Outdoor Spaces (Thames and Hodson, 2011); The Gardener's Garden (Phaidon, 2014); y Landscape Architecture (Phaidon, 2015). Grimm ganó el Premio de Arquitectura Joven en la Bienal de Arquitectura de Santiago (1978) y obtuvo, junto a Hans Muhr, el primer lugar en el Congreso Internacional de Paisajismo de Buenos Aires (1985), presidido por Roberto Burle Marx.

## Proyectos destacados
- Parque Alessandri (Concepción, Chile)[7]
- Memorial Jaime Guzmán (Santiago, Chile)[8]
- Jardines del Templo Baha'i de Sudamérica (Santiago, Chile)[9]
- Bodega Viña Santa Carolina (Macul, Chile)[10]
- Jardín Bodega Viña Errazuriz (Región de Valparaíso, Chile)[11]
- Ocho al Cubo (Marbella, Chile)[12]
- Parque Cerro del Medio (Santiago, Chile)[13]
- Jardín Chiloé (Chiloé, Chile)
- Parque El Roble (Coelemu, Región del Biobío, Chile)
- Jardín Amadori (Santiago, Chile)
- Jardín Urubamba (Valle Sagrado, Urubamba, Cuzco, Perú)[14]
- Jardín Bahía Azul (Bahía Azul, Los Vilos, Chile)
- Parque Laguna San Nicolás (Montevideo, Uruguay)[15]
- Parque Barros (Fundo El Alto, Chiñihue, Chile)
- Jardín Boher (Lo Curro, Santiago, Chile)
- Parque Allende (Parcela Esmeralda, Quillota, Chile)
- Jardín Morita (San Martín de Los Andes, Argentina)